# Androtrichum trigynum
Androtrichum trigynum es una especie de planta herbácea de la familia de las ciperáceas. Es originaria de Argentina, Brasil y Uruguay.

## Taxonomía
Androtrichum trigynum fue descrita por (Spreng.) H.Pfeiff. y publicado en Repertorium Specierum Novarum Regni Vegetabilis 42: 10. 1937.
Sinonimia
- Abildgaardia polycephala Brongn.
- Androtrichum montevidense (Link) Schrad.
- Androtrichum polycephalum (Brongn.) Kunth
- Comostemum globuliferum (J.Presl & C.Presl) Nees
- Comostemum montevidense (Link) Nees
- Cyperus globulifer J. Presl & C. Presl
- Cyperus globuliferus J.Presl & C.Presl
- Cyperus preslii A.Dietr.
- Cyperus trigynus Spreng.
- Eriophorum montevidense Link
- Scirpus montevidensis (Link) C.B.Clarke
- Trichophorum montevidense (Link) G.Don[2]